# Maria Sterk
Maria Sterk (Hallum, 5 juni 1979) is een Nederlands voormalige marathonschaatsster die ook actief was in het langebaanschaatsen.

## Carrière
In 2005 eindigde ze op de derde plaats in het algemeen klassement in de Essent Cup. Op 30 maart 2005 verbrak ze in Thialf het werelduurrecord bij de vrouwen, dat al ruim 17 jaar op naam stond van Lilian van Tol, door een afstand van 36.441,26 meter te schaatsen. Tijdens haar recordpoging liet ze muziek draaien van alleen maar vrouwelijke artiesten als Anastacia, Anouk en Tina Turner om zo zichzelf op te peppen. Aanvankelijk reed Sterk rondjes van rond de 37 seconden waardoor ze al snel een minuut voorsprong had op het oude recordschema. Tegen het eind toe lagen haar rondetijden rond de 39,5 seconden.
Tijdens de Greenery zesdaagse van 2006 eindigde Sterk als tweede in het eindklassement zonder een overwinning te boeken. Ze finishte achter Daniëlle Bekkering, maar wist een andere favoriete, Elma de Vries, voor te blijven. In het winterseizoen 2008/2009 won ze het Open NK marathon op natuurijs dat op de Weissensee bij Techendorf in Oostenrijk plaatsvond. Op 10 februari 2010 won ze op het Zuidlaardermeer de Nationale titel op natuurijs door in een sprint haar medevluchtster Mireille Reitsma te verslaan.
Op 11 januari 2015 kondigde Sterk aan te stoppen met marathonschaatsen vanwege zwangerschap.

## Langebaan

### Persoonlijke records
| Afstand    | Tijd    | Datum             | Baan       |
| ---------- | ------- | ----------------- | ---------- |
| 500 meter  | 44,02   | 26 september 2010 | Heerenveen |
| 1000 meter | 1.26,01 | 17 maart 2007     | Heerenveen |
| 1500 meter | 2.08,55 | 29 oktober 2007   | Heerenveen |
| 3000 meter | 4.19,90 | 6 november 2010   | Heerenveen |
| 5000 meter | 7.22,37 | 30 december 2009  | Heerenveen |

## Marathon

### Belangrijkste overwinningen
2007
 Aart Koopmans Memorial, Weissensee
2009
 ONK op natuurijs, Weissensee, Oostenrijk 
2010
 NK op natuurijs, Zuidlaardermeer 

### Top-3 uitslagen
2004
2e The Greenery Six Finale, Den Haag
2005
3e Oomssport Marathon (Essent Cup 18), Den Haag
2e Ouderkerkse Schaatsvrienden Marathon (Essent Cup 17), Amsterdam
3e Kardinge/Time Out Sport Bokaal (Essent Cup 16), Groningen
3e Essent Cup 9, Haarlem
2006
3e Ouderkerkse Schaatsvrienden Marathon (Essent Cup 15), Amsterdam
3e Essent Cup 1, Assen
3e The Greenery Four Dag 2, Den Haag
2e Essent Cup 8, Haarlem
3e Essent Cup 7, Deventer
3e Aannemersbedrijf De Jong Ursem Marathon (Essent Cup 6) , Alkmaar
2e Essent Driedaagse - 3e dag (2e manche), Groningen
2007
2e Essent Cup Finale, Assen
2e Essent Driedaagse (dag 2, 3e etappe), Heerenveen
1e Essent Driedaagse (dag 2, 4e etappe), Heerenveen
2e Essent Driedaagse (dag 1, 1e etappe), Groningen
2e The Greenery Five (dag 2), Groningen
2e The Greenery Five (dag 2), Eindhoven
3e Essent Cup 5, Eindhoven
2e Essent Cup 2, Alkmaar
3e Essent Cup 1, Utrecht
2008
3e Power-Play.nl Marathon (KNSB Cup 11), Heerenveen
1e Essent Cup Finale, Amsterdam
1e Essent Cup 7, Assen
2e Essent Cup 5, Assen
3e Essent Cup 3, Amsterdam
3e KNSB Cup 8, Alkmaar
3e KNSB Cup 7, Hoorn
1e KNSB Cup 6, Den Haag
1e KNSB Cup 5, Utrecht
2e KNSB Cup 4, Haarlem
1e Kardinge Bokaal (KNSB Cup 3), Groningen
3e Jorritsma/van der Wiel Marathon (KNSB Cup 2), Heerenveen
2009
3e KNSB Cup 9, Groningen
3e Grand Prix 3, Runnmeer te Falun, Zweden
3e Grand Prix 1, Runnmeer
1e Criterium Weissensee
3e De IJs-Ster van Wolvega, Wolvega
1e Essent Cup 9, Assen
3e Super Prestige 2, Biddinghuizen
3e Essent Cup 3, Eindhoven
3e Essent Cup 2, Assen
3e KNSB Cup 7, Deventer
1e KNSB Cup 5, Heerenveen
1e KNSB Cup 2, Utrecht
1e KNSB Cup 1, Amsterdam
2010
2e Driedaagse - Finale, Hoorn
3e Driedaagse - dag 2, Breda
2e Driedaagse - dag 1, Groningen
2e Grand Prix FlevOnice (Grand Prix 3), Biddinghuizen
3e Marathon Cup 17, Heerenveen
1e Marathon Noordlaren, Noordlaren
2e Marathon Cup 7, Hoorn
2e Marathon Cup 5, Deventer
2e Marathon Cup 3, Amsterdam
1e Marathon Cup 2, Heerenveen
2011
2e Open Nederlands Kampioenschap, Weissensee
2e Ronde van Duurswold, Steendam
2e Friese kampioenschappen op natuurijs, Hindeloopen
2e KPN Marathon Cup 7, Enschede
2e Marathon Noordlaren
3e KPN Marathon Cup 2, Heerenveen
2012
2e Puntenkoers (KPN Tweedaagse), Heerenveen
3e KPN Grand Prix Finale, Runnmeer te Falun, Zweden
3e De 100 van Eernewoude
3e KPN Marathon Cup 11, Enschede
2e KPN Marathon Cup 10, Breda
3e KPN Marathon Cup 8, Assen
3e Kwintus Nova Trophy, Dronten
3e Jan van der Hoorn Schaatssport Marathon (KPN Marathon Cup 6), Haarlem
3e Genneper Parken Marathon (KPN Marathon Cup 4), Eindhoven
3e Amsterdamsche IJsclub Bokaal (KPN Marathon Cup 1), Amsterdam
2e Opening IJsstadion , Deventer
2013
2e Afvalkoers (Driedaagse 1), Dronten
2e KPN Marathon Cup 7, Tilburg
3e KPN Marathon Cup 6, Haarlem
2e KPN Marathon Cup 5, Heerenveen
3e KPN Marathon Cup 3, Deventer
2e KPN Marathon Cup 2, Utrecht